# IC 2338
IC 2338 ist eine Balken-Spiralgalaxie vom Hubble-Typ SBc im Sternbild Krebs auf der Ekliptik. Sie ist schätzungsweise 238 Millionen Lichtjahre von der Milchstraße entfernt und hat einen Durchmesser von etwa 35.000 Lichtjahren. 

Gemeinsam mit IC 2339 bildet sie das isolierte Galaxienpaar Arp 247 oder KPG 161. 
Halton Arp gliederte seinen Katalog ungewöhnlicher Galaxien nach rein morphologischen Kriterien in Gruppen. Diese Galaxie gehört zu der Klasse Galaxien mit Anzeichen für eine Aufspaltung.
Im selben Himmelsareal befinden sich die Galaxien NGC 2563, NGC 2569, NGC 2570, IC 2341.
Das Objekt wurde am 2. März 1896 von Stéphane Javelle entdeckt.´